# Lethiscus stocki
Il letisco (Lethiscus stocki) è un anfibio estinto appartenente agli aistopodi. Visse nel Carbonifero inferiore (Viséano, circa 330 milioni di anni fa), ed è noto grazie a un unico esemplare fossile rinvenuto in Scozia.

## Descrizione
Il corpo, come quello di tutti gli aistopodi, era lungo e serpentiforme, ed era sprovvisto di qualunque traccia di arti o cinti. Il cranio era particolarmente leggero e specializzato, molto simile a quello dell'altro aistopodo primitivo Ophiderpeton: le orbite erano grandi e poste molto in avanti, mentre la regione delle guance era priva di ossa. Vi era una trentina di denti posti molto vicini fra loro sulla mascella e la mandibola; la trama delle suture delle ossa craniche ricorda molto quella dell'aistopodo Oestocephalus, del Carbonifero superiore. La caratteristica più primitiva di Lethiscus risiede nella struttura delle vertebre: al contrario degli altri aistopodi, queste erano costituite da grandi pleurocentri e gli intercentri erano ancora presenti.

## Classificazione
Il letisco è considerato l'aistopodo più primitivo, e anche uno dei più antichi. È considerato l'unico rappresentante della famiglia dei letiscidi (Lethiscidae); gli studiosi ritengono che questa forma fosse ancestrale a tutti gli aistopodi successivi. Analisi cladistiche (Anderson et al. 2003) hanno confermato che Lethiscus era l'aistopode più primitivo. Nonostante la sua primitività, questo animale era già molto specializzato: l'origine degli aistopodi, quindi, è ancora un mistero.